# Саито Досан
Саито Досан Тошимаса (енгл. Saitō Dōsan Toshimasa, 1494-1556) био је истакнути јапански великаш (даимјо) у ери Сенгоку (1467-1615) и таст првог ујединитеља Јапана, Оде Нобунаге. Познат због свог лукавства и неумољивости као Отровница из Мина, погинуо је у бици против свог сина, који је устао против њега.

## Биографија
Док је већина јапанских великаша који су приграбили власт у провинцијама у време слома централне власти у Јапану познатом као Сенгоку или Доба зараћених држава (1467-1615) водила порекло од старих аристократских породица (као на пример, Такеда Шинген и Токугава Ијејасу) или бар истакнутих самураја (као Ода Нобунага) Саито Досан био је изузетак, пошто је рођен у трговачкој породици, што се у то време у Јапану сматрало најнижом класом слободних људи, испод земљорадника и занатлија.

### Борба за власт
Рођен као Мацунами Јамаширо око 1494. у Западном побрђу провинције Јамаширо (данас јужни део префектуре Кјото), у младости је напустио Кјото и неко време лутао провинцијама као путујући будистички монах, а затим као трговац уљем. У хаосу грађанских ратова који су потресали Јапан средином 16. века, Јамаширо је ступио у службу ситног великаша из провинције Мино по имену Нагаи Тозаемон Нагахиро, а затим је уз помоћ других незадовољних и амбициозних вазала сковао заверу и убио свог господара. Узурпиравши тако поседе свог господара, Јамаширо је ступио у ред великаша (даимјо) и променио име у Нагаи Шинкуро (узевши и презиме бившег господара), али су други чланови породице Нагаи са оружјем устали против њега. Усред борби са њима, Јамаширо је замолио за помоћ гувернера провинције Мино, Токи Јоринорија, који је без оклевања интервенисао на Јамашировој страни и омогућио му победу. Гувернер Токи је имао два сина и Јоширо је успео да уда своју кћер за старијег, Токи Џиро-а, чиме је ушао у гувернерову породицу, а затим је успешно отровао свог зета. Затим је убедио гувернеровог млађег сина, Токи Хачиро-а, да ожени удовицу свог брата (своју снаху). Утврдивши се у замку на врху планине Инаба, сместио је свог зета и кћер у неутврђену палату у подножју планине. Претварајући се да брине о кћери и зету, посећивао их је сваких неколико дана и заменио је њихове слуге својим сопственим, и под изговором да је лов бескористан, а јахање штетно по здравље, у пракси је ставио зета у кућни притвор. Једне кишне ноћи Хачиро је покушао на коњу да побегне у Овари, али су га Јамаширови људи ухватили и натерали да изврши сепуку. За то време гувернер, Токи Јоринори, живео је у замку Ога (у данашњем граду Јамагата у префектури Гифу), али је Јамаширо 1544. успео да подмити његове саветнике и вазале да избаце свог господара из замка. Тако постепено лишен поседа и синова, бивши гувернер је побегао у Овари.
У то време, по свим раскршћима провинције Мино биле су излепљене плакате са подругљивим стиховима:
Ко посече свог господара
и уби свог зета
У Мино-у и Оварију?
Осада у давна времена,
И овај Јамаширо сада.

### Рат са кланом Ода
Токи Јоринори је затражио помоћ од Оде Нобухиде-а, амбициозног великаша из суседне провинције Овари, и породице Асакура, подгувернера провинције Ечизен (као и Ода, бившим вазалима гувернера Шиба). Токи, Нобухиде и Асакура су септембра 1547. упали у Мино и напали замак Инабајама, Досанову престоницу, али их је Досан, познат под надимком Отровница из Мина, спремно дочекао и страховито потукао. Нобухиде је изгубио више хиљада људи, као и млађег брата Нобујасу-а и више водећих вазала. Да би добио на времену, Нобухиде је склопио мир са Досаном, тако што је оженио свог наследника, Нобунагу, са Досановом ћерком, Кичо. Брак је уз добру вољу обе стране склопљен 1549, а повезивање Нобухидеове породице са моћним владаром Миноа привремено је застрашило његове противнике у самом Оварију.
Досан је био један од првих који су препознали вредност Оде Нобунаге, и подржао га је у борбама за власт унутар клана Ода, које су избиле након смрти Ода Нобухиде.

### Господар провинције Мино
Саито Досан је као господар провинције увео сурове и необичне казне: ситни криминалци су растрзани воловима, или живи кувани до смрти у котловима које су морали да ложе чланови њихове породице.
Након смрти Ода Нобухиде (1552), Досан је одлучио да лично упозна свог зета, младог Ода Нобунагу, који је до тада због свог непристојног понашања у јавности био познат као Будала из Оварија, како би проценио његове способности и размотрио могућности проширења у Овари (као што је 1544. узурпирао поседе својих зетова у Мино-у). Крајем априла 1553. званично је позвао Нобунагу на састанак на неутралном терену, у варошицу Томида, предграђе храма Шотокуђи (данас град Ичиномија у префектури Аичи) под заштитом . Са собом је повео 700-800 вазала, надајући се да ће тако заплашити или чак заробити неискусног младог Нобунагу: на његово изненађење, Нобунага је дошао на састанак са чак 1.300 ратника (800 кошљаника и 500 стрелаца и аркебузира), и импресионирао је таста својим храбрим држањем, интелигенцијом и познавањем тактике (ратници су били наоружани необично дугим копљима - 18 до 21 стопе - која је осмислио сам Нобунага, и аркебузама, које су у то време биле ново оружје у Јапану). После тог састанка Досан је заувек одустао од сукоба са Оваријем и стекао је веома високо мишљење о свом зету.
Досан је имао три сина, са којима је живео у замку Инокучи (или Инабајама, данас Гифу) на планини Инаба: најстарији је био Јошитацу (Шинкуро), други Магоширо, а трећи Кихеиђи. Јошитацу је био тих и повучен човек, и Досан га је погрешно проценио као глупог и неспособног, отворено фаворизујући млађе синове, који су због тога третирали старијег брата са презиром. После више година занемаривања и злостављања, Јошитацу је у јесен 1555. организовао заверу: претварајући се да је болестан, сачекао је да отац напусти замак и пређе у своју палату у подножју планине, а затим је уз помоћ свог ујака Нагаи Мичитошија и неколико вазала погубио браћу (22. новембра 1555).
Ухваћен на препад, Досан је окупио своје снаге и спалио предграђе замка Инокучи, али није успео да освоји замак, пошто је већина његових вазала стала на страну Јошитацуа, уморна од Досанове превртљивости и суровости, поготово зато што је Јошитацу, који нимало није личио на оца по грубости и суровости, али му је свакако био раван по лукавству, објавио да је заправо син протераног гувернера Токи Јоринорија, чију је конкубину Досан силом узео за жену када је већ била трудна са Јошитацуом.
Досан се повукао у планине у округу Јамагата и позвао у помоћ зета, Ода Нобунагу. 18. априла 1556. окупио је своје трупе око 12 километара северозападно од замка Инокучи, али је 20. априла потучен и убијен у бици на реци Нагара, док су Нобунагине снаге, које нису стигле на време, потучене одвојено.

## Пропаст клана Саито
Саито Јошитацу (1527-1561) је успео да се одбрани од Нобунагиних покушаја да освети таста, али је већ 1561. умро од лепре. Његов син Саито Тацуоки побеђен је и протеран од Оде Нобунаге 1567. у опсади замка Инабајама. Тако је клан Саито истребљен и нестао из историје, а Ода Нобунага припојио је њихове поседе: замак Инабајама постао је Гифу, главно упориште Оде Нобунаге.